# Козляна
Козляна (Козлянка) — река в России, протекает в Уренском районе Нижегородской области. Устье реки находится в 20 км по правому берегу реки Темта. Длина реки составляет 13 км.
Река вытекает из пруда в деревне Большая Козляна в 23 км к северо-востоку от города Урень. Течёт на юг, протекает вблизи деревень Малая Козляна, Средняя Белая, Дальняя Белая, Рябково. Впадает в Темту двумя рукавами выше деревни Малое Горево.

## Данные водного реестра
По данным государственного водного реестра России относится к Верхневолжскому бассейновому округу, водохозяйственный участок реки — Ветлуга от города Ветлуга и до устья, речной подбассейн реки — Волга от впадения Оки до Куйбышевского водохранилища (без бассейна Суры). Речной бассейн реки — (Верхняя) Волга до Куйбышевского водохранилища (без бассейна Оки).
По данным геоинформационной системы водохозяйственного районирования территории РФ, подготовленной Федеральным агентством водных ресурсов:
- Код водного объекта в государственном водном реестре — 08010400212110000043311
- Код по гидрологической изученности (ГИ) — 110004331
- Код бассейна — 08.01.04.002
- Номер тома по ГИ — 10
- Выпуск по ГИ — 0